# Robert Ballard
Robert Duane Ballard (Wichita, 30 de junho de 1942) é um oficial aposentado da marinha dos Estados Unidos, professor da universidade de Rhode Island e oceanógrafo conhecido por seu trabalho na arqueologia subaquática. Tornou-se famoso pelas descobertas dos destroços do RMS Titanic em 1985, do Couraçado Bismarck em 1989 e dos destroços do USS Yorktown em 1998.

## Leitura de apoio
- R. D. Ballard, F, T. Hiebert, D. F. Coleman, C. Ward, J. Smith, K. Willis, B. Foley, K. Croff, C. Major, and F. Torre, "Deepwater Archaeology of the Black Sea: The 2000 Season at Sinop, Turkey" American Journal of Archaeology Vol. 105 No. 4 (Outubro de 2001).